# Пам'ятник Тарасові Шевченку (Звиняч)
Пам'ятник Тарасові Шевченку у Звинячі — погруддя українського поета Тараса Григоровича Шевченка в селі Звиняч Чортківського району на Тернопільщині.
Пам'ятка монументального мистецтва місцевого значення, охоронний номер 628.

## Опис
Пам'ятник споруджено 1960 року. 
Погруддя виготовлене з тонового бетону, висота — 0.9 м, постамент — із цегли та цементу, висота — 2 м.
Погруддя масового виробництва.